# Buli
Nella mitologia greca,  Buli  era il nome di una ragazza della Tessaglia.
Buli ebbe un figlio, di nome Egipio, che sedusse una donna, ma il figlio di costei, Neofrone, decise di vendicarsi. Quest'ultimo riuscì a sedurre Buli e la portò proprio dove Egipio si incontrava solitamente con la sua amante.
I due non si riconobbero e si amarono ma, quando compresero cosa avevano fatto, cercarono di uccidersi; Zeus, però, impedì loro il suicidio, trasformandoli in uccelli.